# Ходель, Роберт
Роберт Ходель (род. 22 августа 1959, Буттисхольц) — швейцарский славист, доктор философии, профессор кафедры славистики Гамбургского университета; известный исследователь творчества А. Платонова. Почетный член Ассоциации писателей Сербии (Srpsko književno društvo), член Ассоциации наук Лейбница в Берлине, член Сербской академии наук и искусств (САНУ) и председатель отделения Гамбургского общества Юго-Восточной Европы (СОГ).

## Биография
Роберт Ходель родился в кантоне Люцерн (Швейцария). Изучал славистику, философию и этнологию в Бернском университете.
В 1985—1986 гг. провёл учебный год в университетах Ленинграда и Москвы. В 1988—1989 гг. обучался в университете г. Нови Сад (Сербия). В 1990—1991 был стипендиатом Центрально-Европейского университета (Дубровник). В 1992 году получил докторскую степень в Славянской семинарии в Берне с диссертацией «Размышления о сказе Н. С. Лескова и Д. Михайловича».
С 1997 года преподает в качестве профессора славянскую литературу в Гамбургском университете.
Р. Ходель является членом редакционной коллегии альманаха «Текст и традиция» (Институт русской литературы (Пушкинский дом) РАН, Санкт-Петербург), журналов «Труды РАШ» (РГГУ, Москва), «Русская литература» (Санкт-Петербург), «Letopis Matice Srpske» (Нови Сад), «Prace Filologiczne» (Варшава), «Нови Израз» (Сараево) и «Книжевна история» (Белград) и др. Член Сербской академии наук и искусств.

## Научная деятельность
Роберт Ходель является автором ряда монографий, статей, рецензий и заметок.

### Монографии
- Сказ у Н.C. Лескова и Д. Михаиловича (Betrachtungen zum skaz bei N.S. Leskov und Dragoslav Mihailović. Bern/ Berlin 1994, ISBN 3-906751-77-5. (Slavica Helvetica. Band 44));
- Несобственно-прямая речь в русской литературе. От сентиментализма до социалистического реализма (Erlebte Rede in der russischen Literatur. Vom Sentimentalismus zum Sozialistischen Realismus. Band 1. Frankfurt am Main 2001, ISBN 3-631-35904-7. (Slavische Literaturen. Band 22));
- Несобственно-прямая речь у Андрея Платонова: от «В звездной пустыне» до «Чевенгура» (Erlebte Rede bei Andrej Platonov. Von «V zvezdnoj pustyne» bis «Čevengur». Band 2. Frankfurt am Main 2001, ISBN 3-631-35905-5. (Slavische Literaturen. Band 23));[4]
- Дискурс (сербского) модернизма, 2009;
- Андрич и Селимович: формы актуальности (Andrić i Selimović: forme aktuelnosti / Andrić und Selimović: Formen der Aktualität. Sarajevo 2011, ISBN 978-9958-27-028-4);
- На перекрестке литературного юга (Raskršća književnog juga. Belgrad 2014, ISBN 978-86-531-0087-2. (Seminarium Serbicum 3));
- За окном внизу — народ и власть. Русская поэзия поколения 1940—1960 годов. Двуязычная антология стихотворений. Изд., пер., комм., вступление и биографии 30 поэтов (Vor dem Fenster unten sind Volk und Macht. Zweisprachige Gedichtanthologie. Russische Poesie der Generation 1940—1960. Herausgegeben, übertragen, kommentiert, mit Vorwort und Biographien von 30 Dichtern. Leipzig 2015, mit dem Petropol-Preis ausgezeichnet[5], ISBN 978-3-86660-193-2);
- Dragoslav Mihailović: Wie ein Fleck zurückblieb. Erzählungen und Leben. Aus dem Serbischen, mit einer Einführung in Leben und Werk. Leipzig 2018, ISBN 978-3-86660-229-8. (Buchillustration: Pia Hodel-Winiker);
- Шла по России… Русская поэзия поколения 1960—1980 годов. Двуязычная антология стихотворений. Изд., пер., комм., вступление и биографии 28 поэтов (Sie ging durch Russland… Zweisprachige Gedichtanthologie. Russische Poesie der Generation 1960—1980. Herausgegeben, übertragen, kommentiert, mit Vorwort und Biographien von 28 Dichtern. Leipzig 2019, ISBN 978-3-86660-246-5. (Buchillustration: Pia Hodel-Winiker);
- Слова из мрамора. Драгослав Михайлович: жизнь и работа. (Reči od mramora. Dragoslav Mihailović — život i delo. Beograd: Laguna 2020)[6];
- Андрей Платонов: родина и электричество (Поэтика Андрея Платонова. Вып. 5). М.: Полимедиа, 2021[7].

### Исследования творчества А. Платонова
Творчеству А. Платонова посвящен ряд статей и рецензий Р. Ходеля.
- «Заборность» «Счастливой Москвы» и растворения несобственно-прямой речи // «Страна философов» Андрея Платонова: Проблемы творчества. М.: Наследие, 1999. Вып.3.
- Перевод романа «Чевенгур» с точки зрения реально-ирреального пространства // Russian Literature. 1999. Vol. 46.
- От общего к частному. Развитие платоновского языка на фоне советской языковой политики // Творчество Андрея Платонова. Исследования и материалы. СПб.: Наука, 2000. Кн. 2.
- «Чевенгур» и Роза Люксембург // «Страна философов» Андрея Платонова: Проблемы творчества. М.: ИМЛИ РАН; Наследие, 2000. Вып. 4.
- Беседа с братом А. П. Платонова Семеном Платоновичем Климентовым, 2014 и др.[8]

## Награды
- Золотая медаль «За заслуги» (2021, Сербия)[9].
- В 2015 году Р. Ходель был удостоен премии «Петрополь» за составленную и переведённую им антологию современной русской поэзии «За окном внизу народ и власть» (нем. Vor dem Fenster unten sind Volk und Macht).[10] В 2021 году получил «Золотую медаль» Республики Сербии.

## Пресса
- - Интервью, Радио Фонтанка, июнь 2015.
  - Статья, Российская газета, июнь 2015.
  - Статья, Русская Германия, июль 2015.
  - Интервью русским антологиям; Берлин. Берега, февраль 2020.
  - Беседа по случаю Белградской книжной ярмарки, Радио и телевидение Сербии, Культурная программа, октябрь 2017 года (воспроизведение настроено с 16:09 минуты).
  - Рецензия Ральфа Юльке «Как осталось пятно»; Лейпцигская интернет-газета, июнь 2018 года.
  - Рецензия «Наверное, крылья…», Радио и телевидение Сербии, февраль 2017 г. (воспроизведение настроено с 25:00 минуты).
  - serbischer Hermetiker. Сербский герметик, рецензия «Наверное, крылья…» Ильмы Ракусы; Новая Цюрихская газета, сентябрь 2013 года.